# Gerhard Dreher

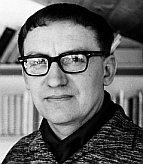
Gerhard Dreher (1962)

Gerhard Dreher (* 29. Januar 1924 in Enzberg (Mühlacker); † 20. Februar 2008 in Öhringen) war ein deutscher Glas- und Objektkünstler, der vor allem in den Bereichen Glaskunst und Kunst am Bau tätig war.

## Biographie
Gerhard Dreher war Sohn des Lehrers Karl Dreher. Nach dessen Versetzung nach Weilheim/Teck nahm die Familie dort ihren Wohnsitz. Dreher studierte von 1946 bis 1949 an der Staatlichen Akademie der Bildenden Künste in Stuttgart bei Gerhard Gollwitzer. Später erfolgte ein Praktikum in der Düsseldorfer Glas-Werkstatt mit Georg Meistermann. Ab 1951 war Dreher als freier Künstler tätig.
Schwerpunkt seiner Arbeit waren zunächst Glasfenster in Kirchen und öffentlichen Gebäuden der näheren und weiteren Umgebung. Er erhielt Aufträge für Fenster in Kirchen von Weilheim/Teck, Stuttgart, Frankfurt am Main, Bonn, Düsseldorf, Krefeld, Duisburg, Wuppertal, Nürtingen, Esslingen, Ludwigsburg, Calw-Heumaden, Murrhardt, Kirchheim/Teck, Beutelsbach und Arbeiten in Koblenz, Tübingen, Hamburg, Erlangen, Güglingen.
Es entstanden Bilder, Wandbilder, Wandteppiche, Mosaike, teils in Stein teils in Holz in kirchlichen und öffentlichen Gebäuden, so ein Glasbild im Teckcenter in Kirchheim unter Teck (1978). Die späteren Arbeiten umfassen vor allem Werke aus Wellpappe, die, teilweise begehbaren, Meditationsobjekten entsprechen. 1973 lehrte Dreher an der Stuttgarter Kunstakademie. In den 1970er und 1980er Jahren gelangte er zur Kunsttherapie und wurde hier ergänzt und unterstützt durch seine Frau Gisela Dreher-Richels, die ihrerseits freie Künstlerin war.
Als Ruheständler lebte er in Künzelsau.

## Werke (Auswahl)
- Beutelsbach, Stiftskirche: Glasfenster Verkündigung am Grab
- Kirchheim/Teck, Foyer der Stadthalle: Glasbild und Skulptur Invertierte Weltkugel[2]
- Endenich, Trinitatiskirche: Glaswand Himmlisches Jerusalem (zusammen mit Gisela Dreher-Richels)[3]
- Weilheim/Teck, begehbare Rauminstallation auf dem Dachboden der Peterskirche
- Güglingen, Mauritiuskirche: Glasfenster und Das Opfer Abrahams auf dem Neuen Güglinger Palmtuch
- Frankfurt am Main, Lukaskirche: Glasfenster Verlorener Sohn (zusammen mit Gisela Dreher-Richels)
- Mannheim, Jonakirche: Wandrelief Fisch
- Owen, Marienkirche: Chorfenster
- Frankfurt-Niederrad, Paul-Gerhardt-Kirche: Glasfenster (zusammen mit Gisela Dreher-Richels)
- Stuttgart-Sommerrain, Evangelische Sommerrainkirche:  Buntglasfenster
- Buchschlag, evangelische Kirche: Betonglasfenster Fünf Glocken